# Glandorf (Gemeinde St. Veit an der Glan)

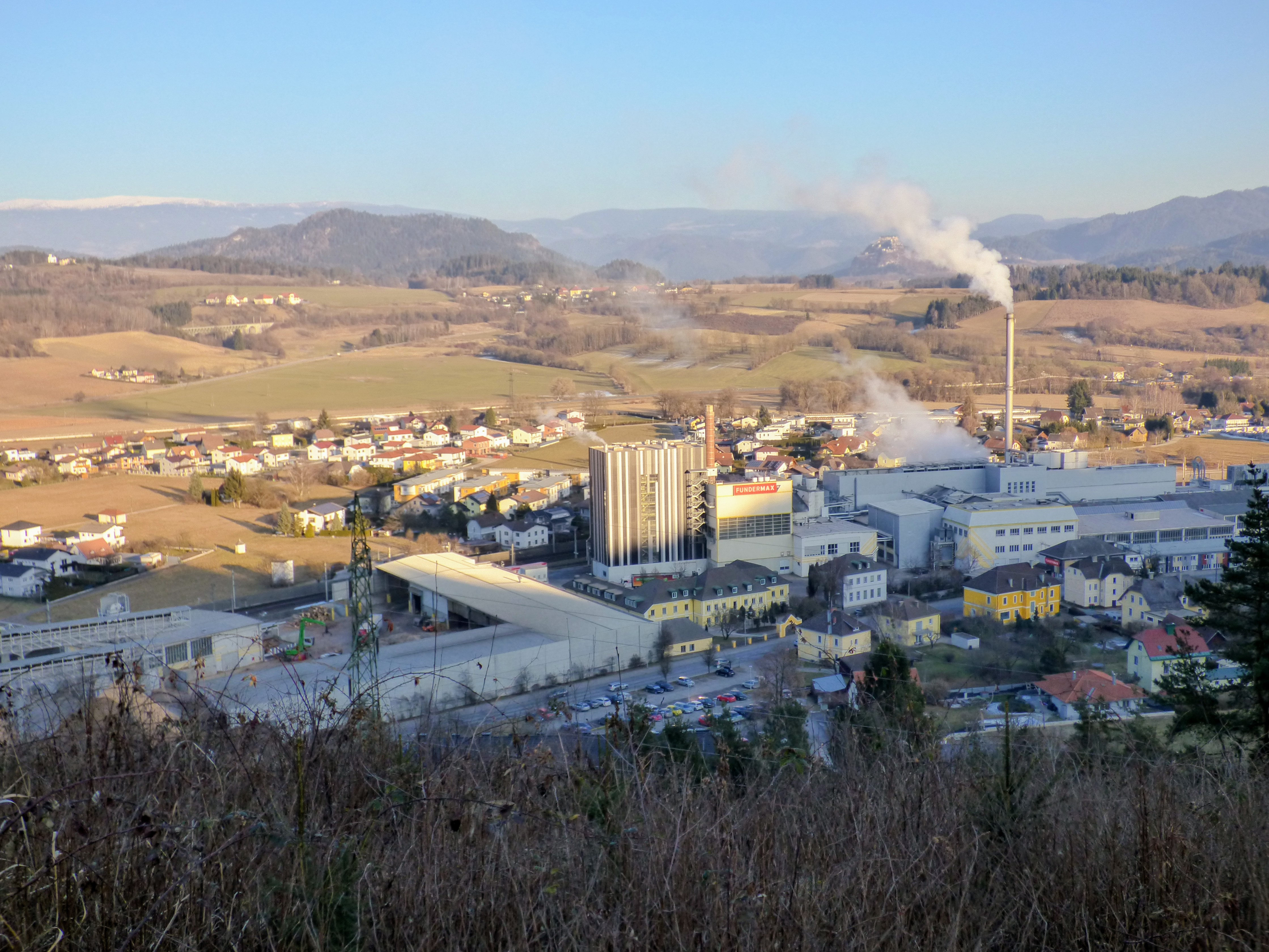
Glandorf

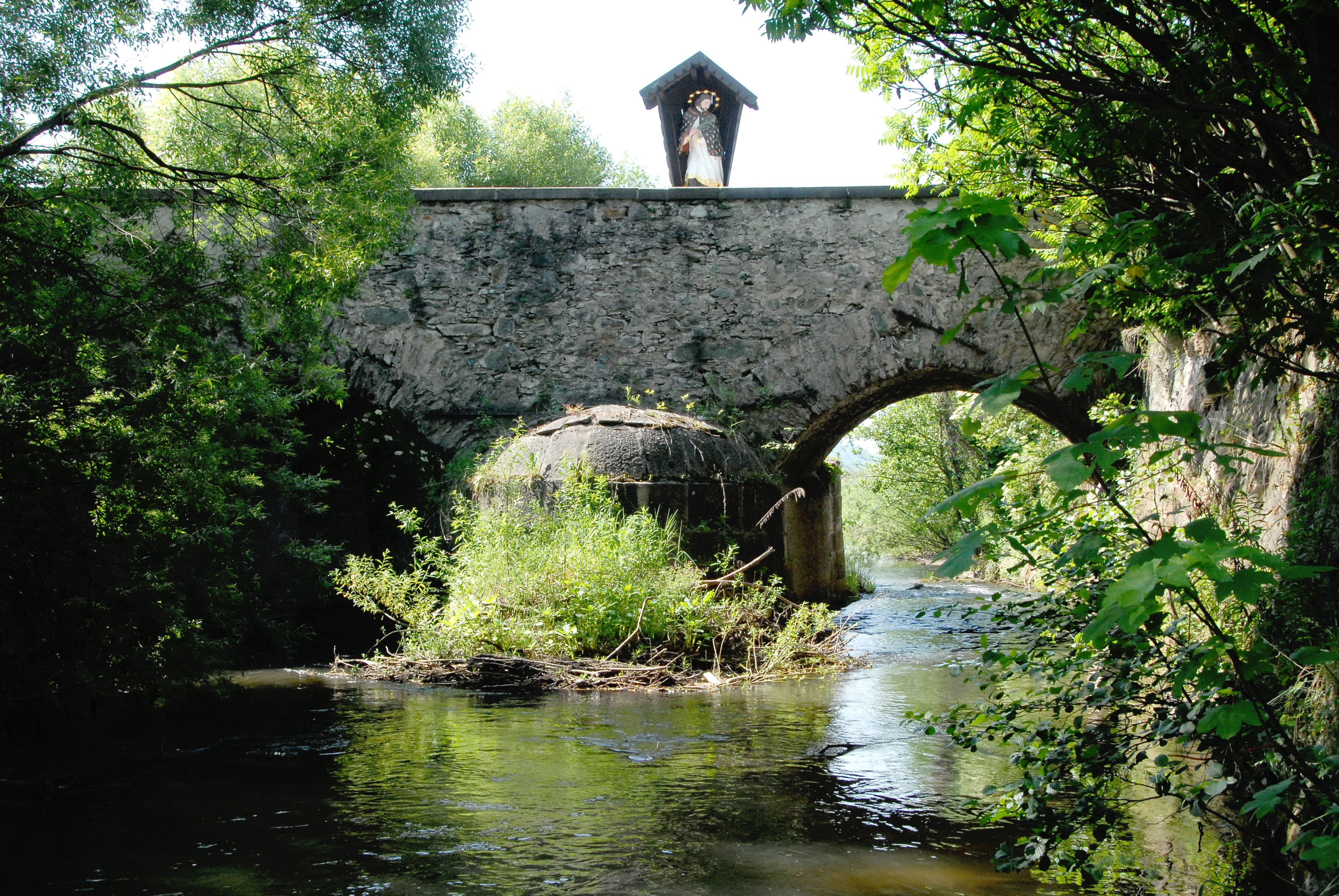
Steinerne Brücke mit dem Schutzheiligen Johannes Nepomuk aus dem 18. Jahrhundert in Altglandorf

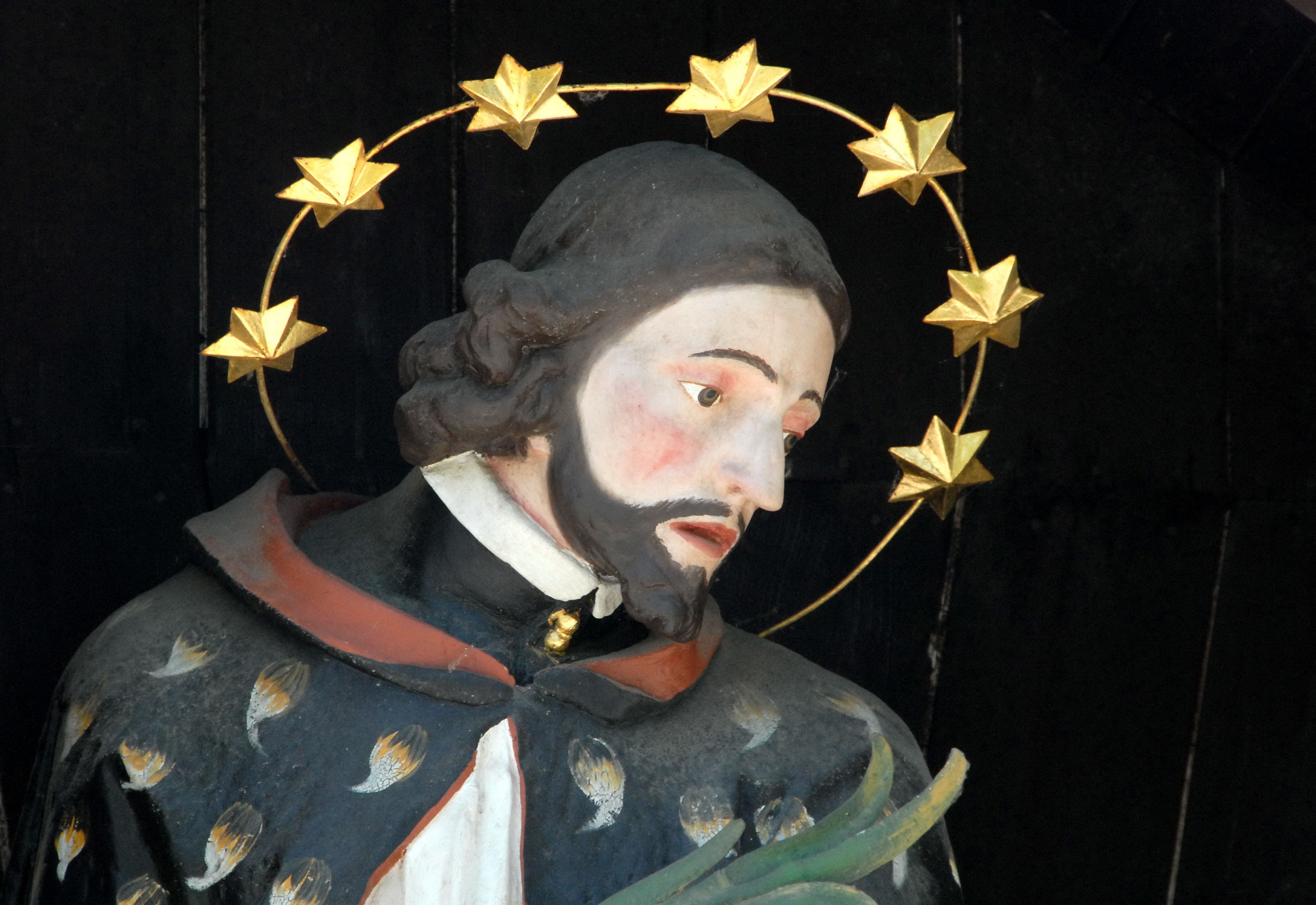
Brückenheiliger Johannes Nepomuk auf der alten Steinbrücke in Altglandorf

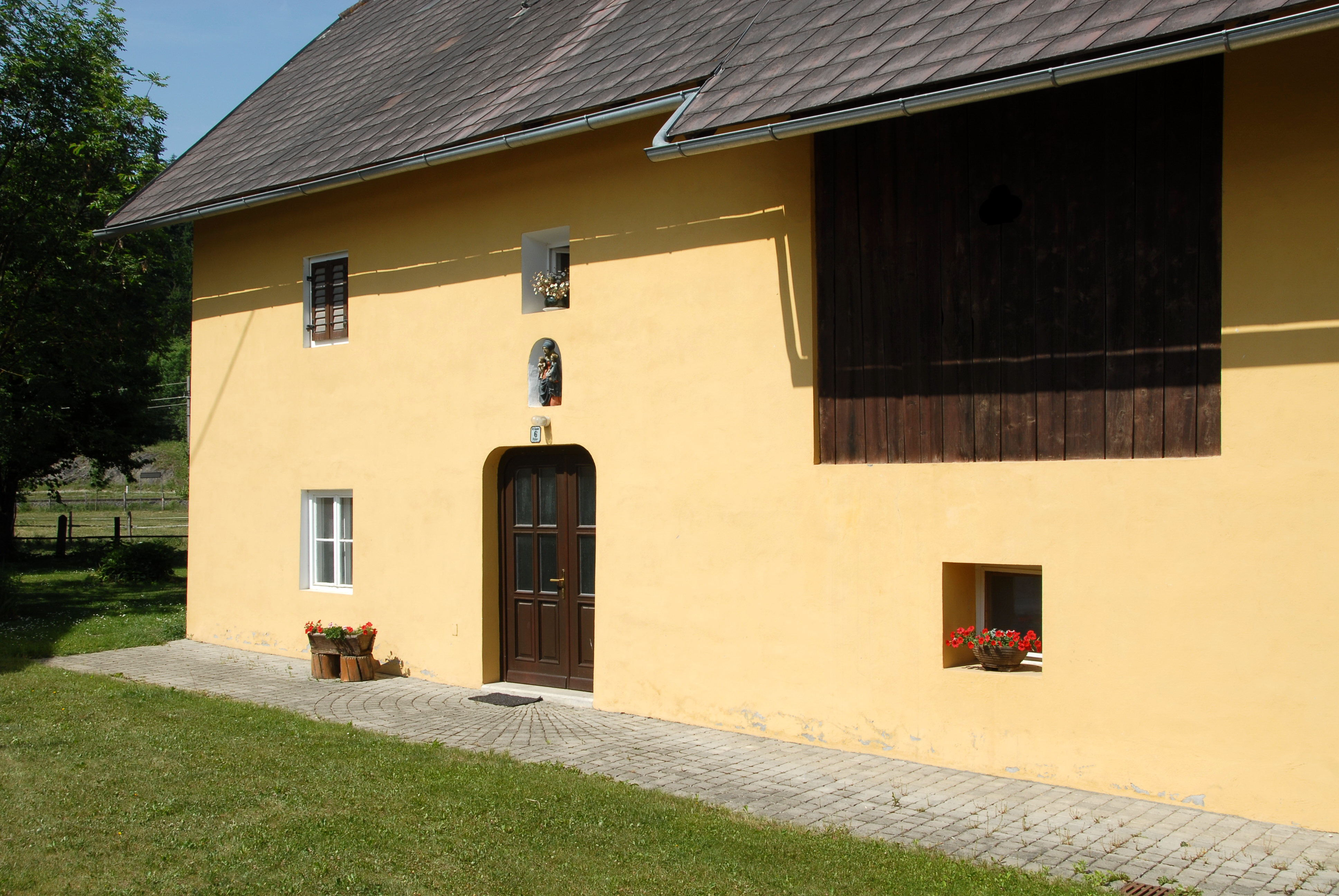
Altes Bauernhaus "Fischerhube" in Altglandorf

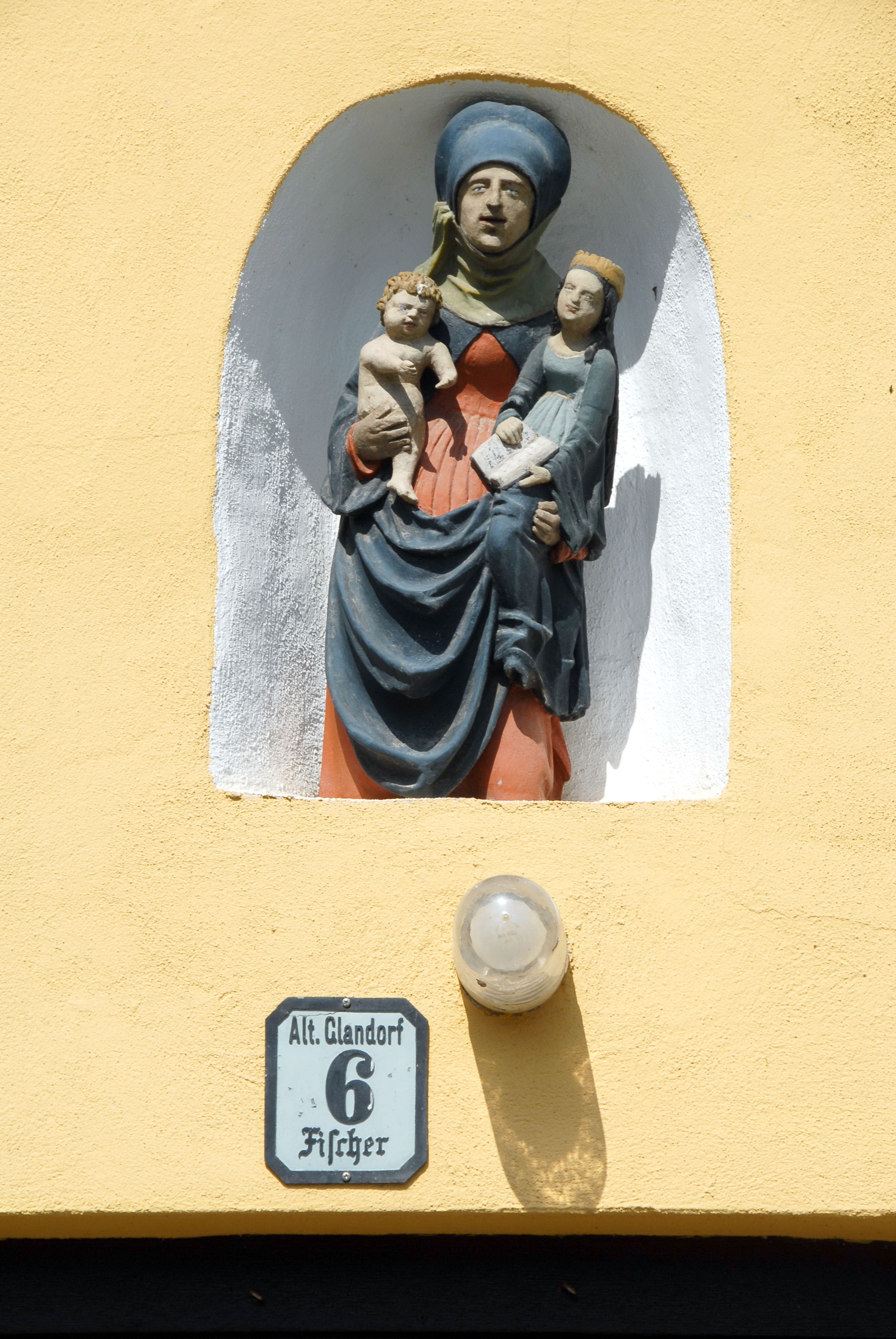
Anna Selbdritt über dem Portal des alten Bauernhauses in Altglandorf

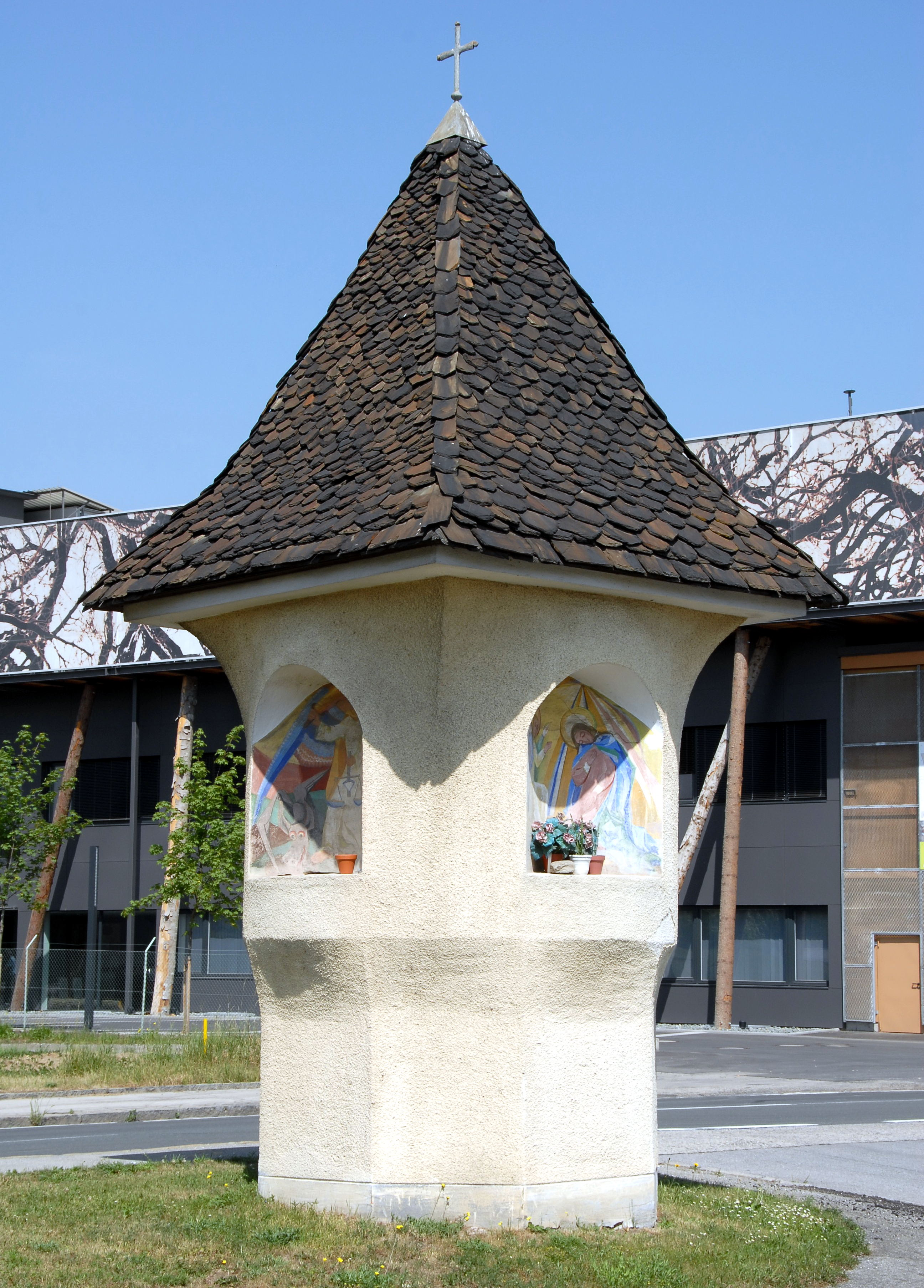
Nischenbildstock mit Steinplattlhelm in Oberglandorf

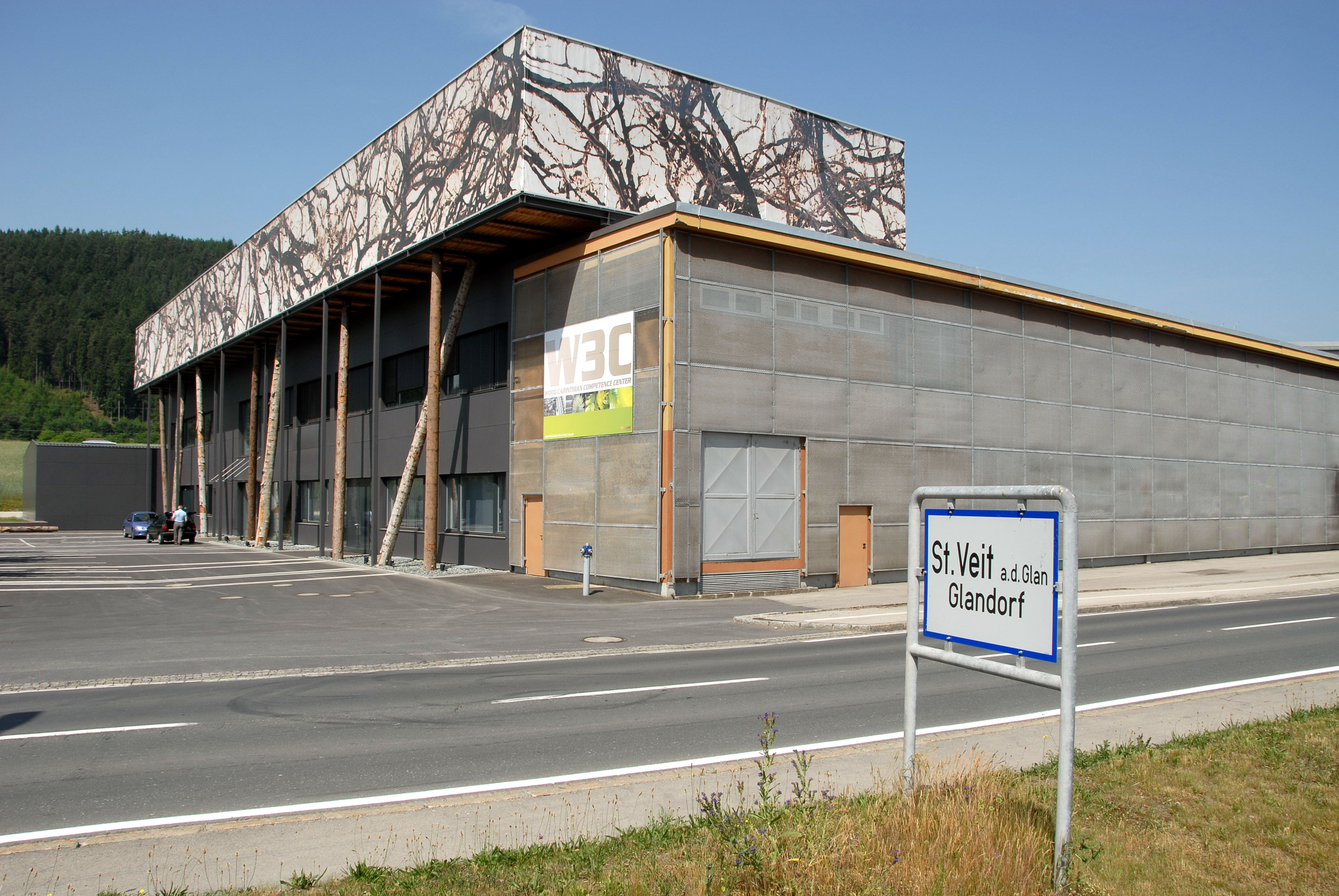
Holzkompetenzzentrum in Oberglandorf

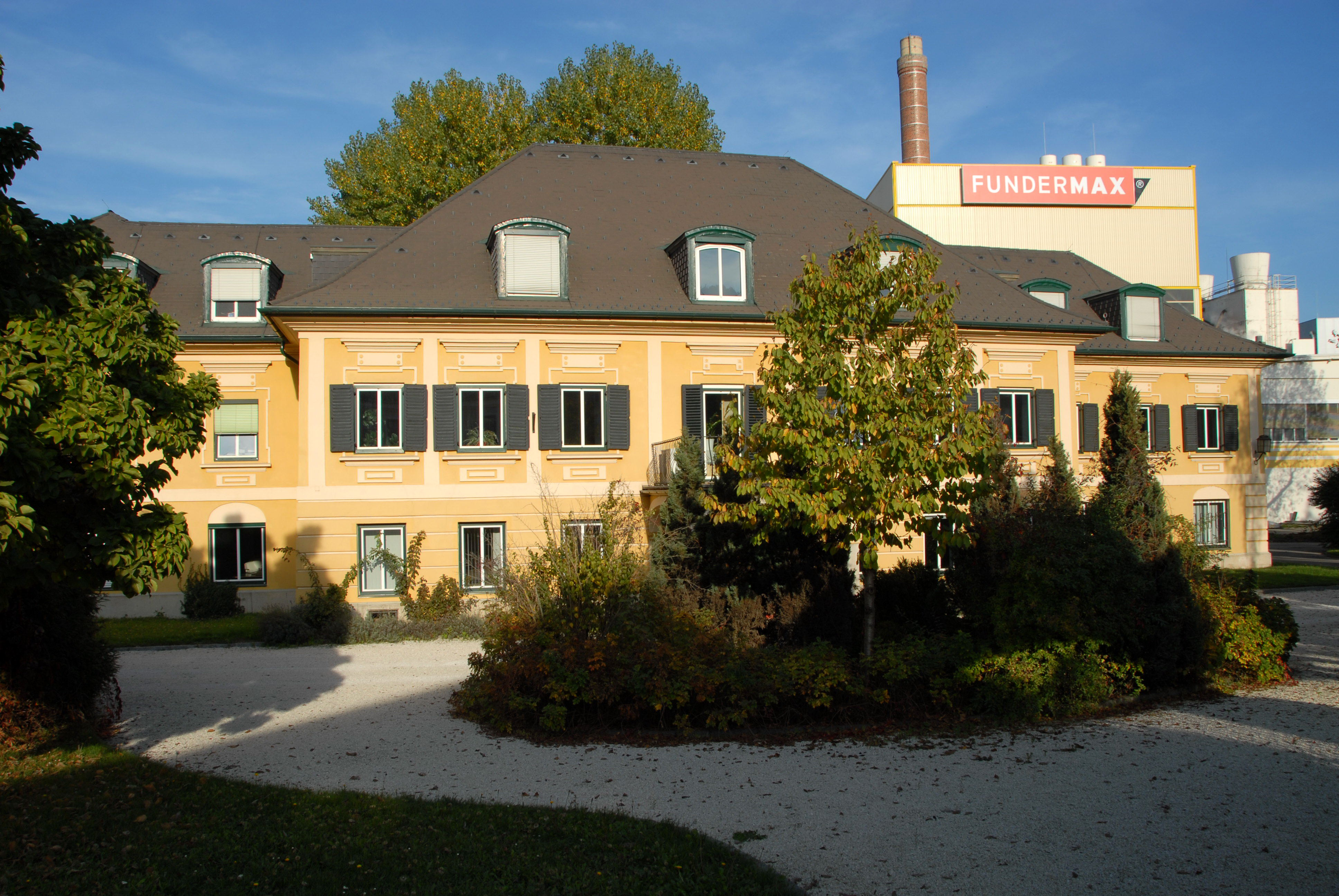
Herrenhaus der Funder-Max-Gruppe in Oberglandorf

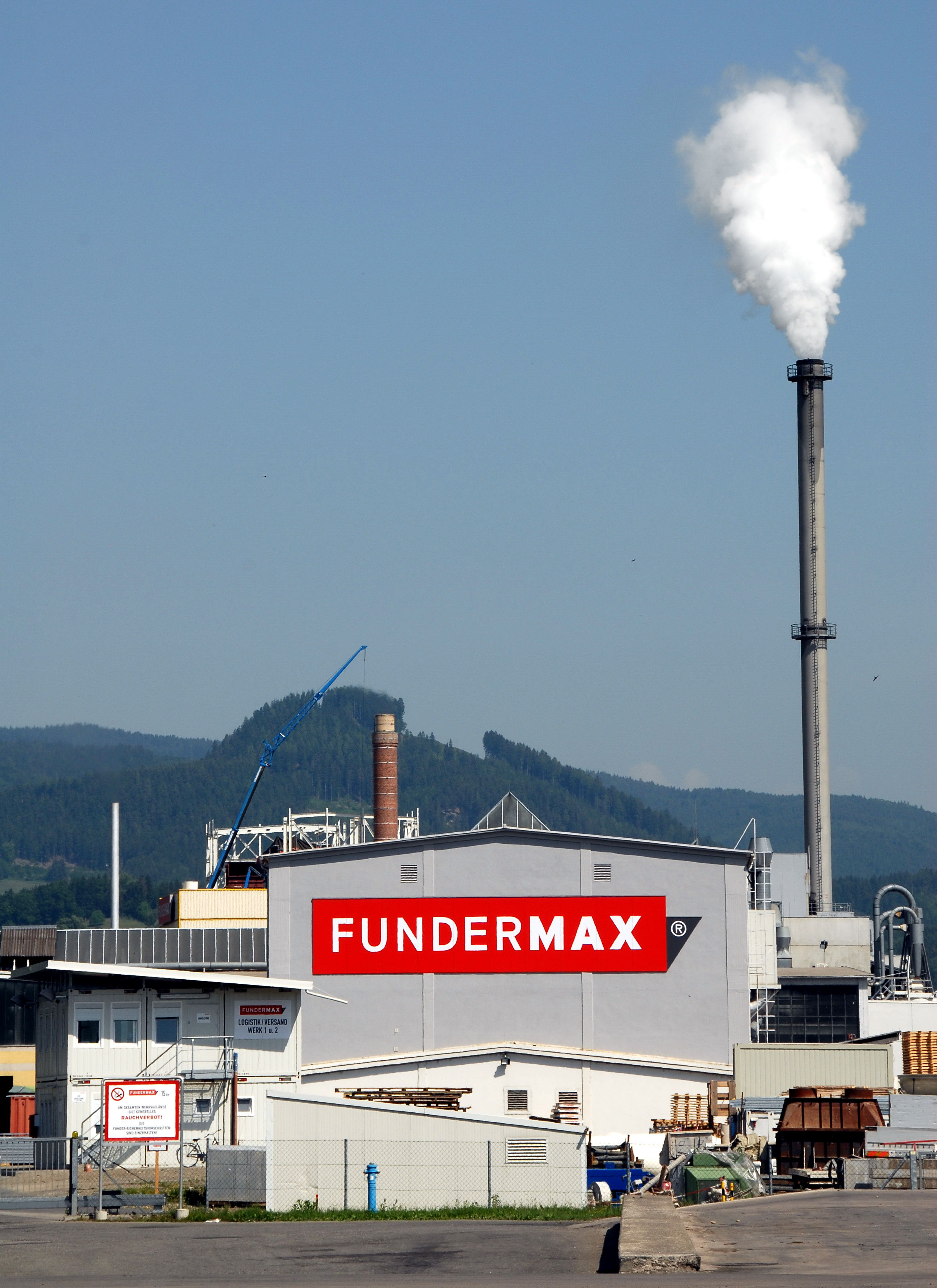
Fundermax-Werk I in Oberglandorf

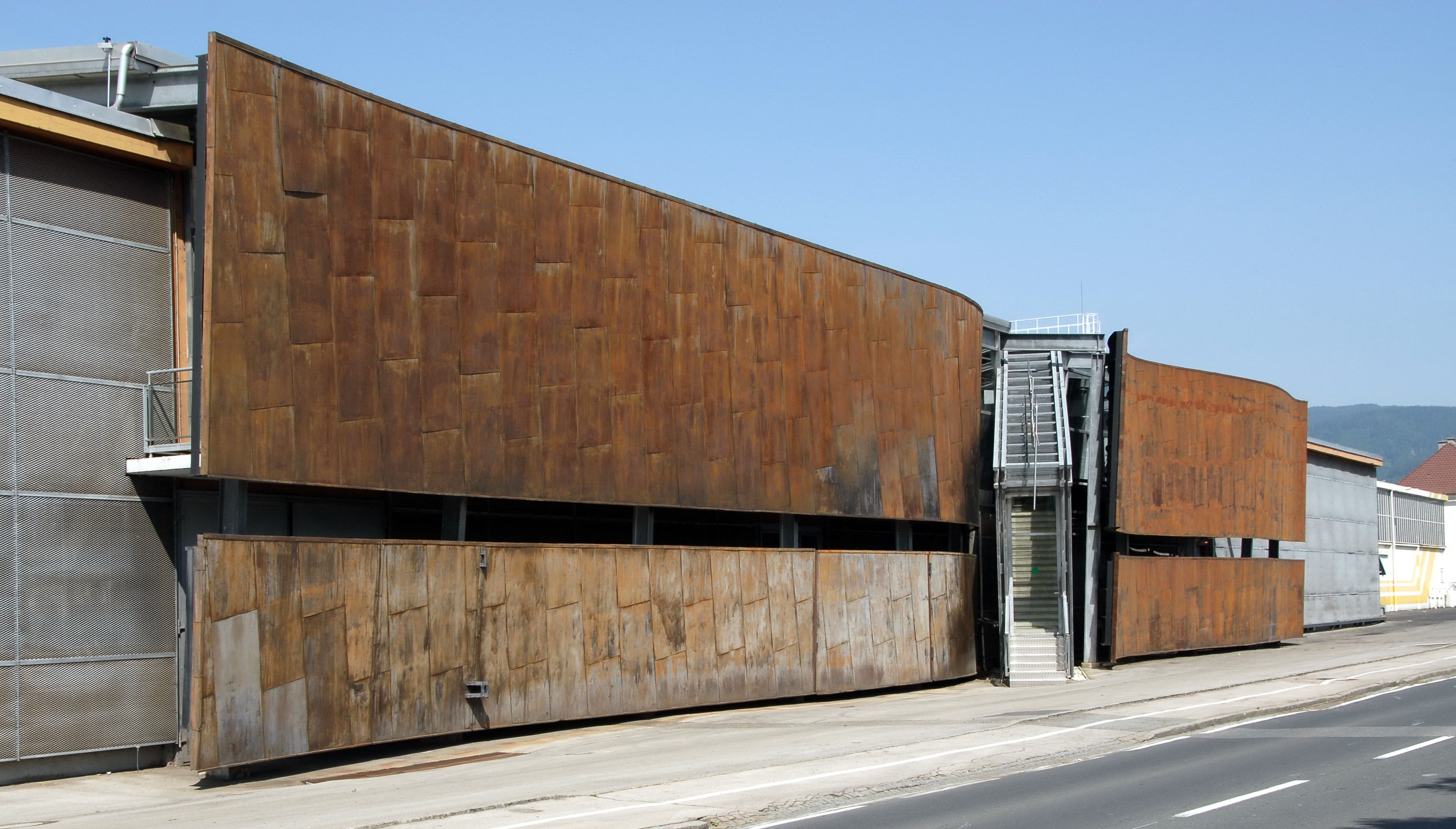
Fundemax-Werk II in Oberglandorf(Umbau durch Günther Domenig, 1987)

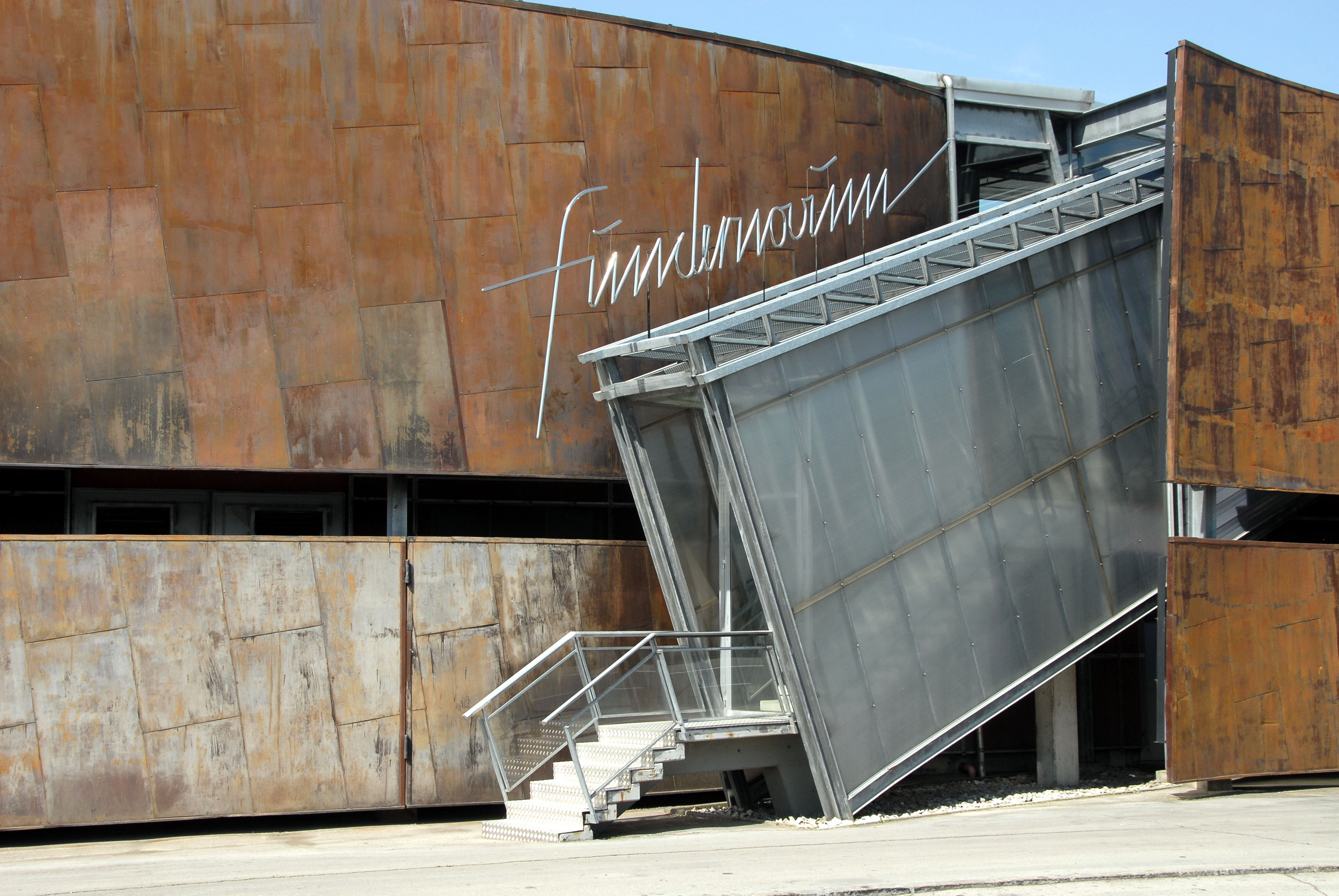
Fundernovum, Veranstaltungsort im Werk II in Oberglandorf

Glandorf ist heute ein Stadtteil von Sankt Veit an der Glan. Der Ort wurde erstmals am 9. Oktober 979 in einer Urkunde genannt. Darin wird eine Schenkung bestätigt, die Kaiser Otto II. dem Pfalzgrafen Aribo gemacht hatte, dem er drei Königshuben in den Weilern Lebenach (Lebmach), Glandorf und Podebach (Podeblach) übereignet hatte.
Glandorf lag und liegt auch heute im Schnittpunkt wichtiger Straßen und Verkehrswege. Schon zur Römerzeit führte ein Straßenzug von Virunum, der Hauptstadt des Noricums, nach Norden und gabelte sich vermutlich im heutigen Stadtgebiet von St.Veit/Glan nach Osten und Westen.

## Ortsteile und Bevölkerung
Der Ort gliedert sich in Altglandorf, Ober- und Unterglandorf. Etwa 500 bis 600 Haushalte gibt es im Ortsteil. Historisch wurden Ober- und Unterglandorf gemeinsam auch als Neuglandorf bezeichnet.

### Altglandorf
Altglandorf hat mehr oder weniger eine geschlossene Bausubstanz und ist als „Dorf im Dorf“ im Süden der Ortschaft im breiten Zollfeld gewachsen. Die Gegend um die „Steinerne Brücke“ in Altglandorf ist das Ursprungssiedlungsgebiet des Ortes. Unmittelbar an Altglandorf schließt der boomende St. Veiter Industriepark mit seinem dynamischen Branchenmix und neu geschaffenen 1300 Arbeitsplätzen an.
Eine internationale Spedition hat einen Standort im Ortsteil errichtet und im Ort hat ein modernes Transportunternehmen seinen
Firmensitz.
2001, bei der letzten Volkszählung hatte Altglandorf 105 Einwohner. Von den 42 Ortschaften der Stadtgemeinde Sankt Veit an der Glan haben nur vier Orte mehr Einwohner als Altglandorf.
Die Abwässer der Stadt Sankt Veit an der Glan werden gemeinsam mit jenen der Gemeinden Glanegg, Liebenfels, Frauenstein (Kärnten) und St. Georgen am Längsee in der Kläranlage am östlichen Ortsende von Altglandorf biologisch geklärt. Das gereinigte Abwasser wird in die Glan (Gurk) abgeleitet.

### Unterglandorf
Unterglandorf ist weiterhin eine Entwicklungszone der Stadtplaner: So wurden in den letzten Jahren eine Anzahl Gemeindebauten, unzählige Einfamilienhäuser und eine weitläufige Seniorenresidenz, das AIS Pflegeheim, in Unterglandorf gebaut. In Unterglandorf befindet sich auch der Glandorfer Kindergarten. Für Arbeitsplätze sorgt die dort beheimatete St. Veiter Betonindustrie, das Therapiezentrum, das Hallen- und Freibad und ein großer Baumarkt.

### Oberglandorf
Wegen der häufigen Überschwemmungen der Glan verlegten viele Glandorfer etwa um 1100 ihre Wohnsitze etwas weiter nördlich auf höher gelegenen Boden. Hier in Oberglandorf stehen die beiden Fundermax Werke 1 und 2, das Verwaltungszentrum der Firma FunderMax, ferner Nahversorger, mittlere Gewerbebetriebe, ehemalige Personalhäuser, heute teilweise Gemeindebauten und eine Anzahl von Einfamilienhäusern und zwei Wirtshäuser.
Das Holzkompetenzzentrum Sankt Veit an der Glan, ein Forschungszentrum für Holz und Holzwerkstoffe, ist im Fundermax Werk II errichtet worden. Die Forschungsschwerpunkte liegen auf „Oberfläche“ und „Logistik“, als akademischer Partner in St. Veit fungiert die Universität für Bodenkultur in Wien.
Das „Fundernovum“, gegenwärtig Glandorfs kultureller und gesellschaftlicher Mittelpunkt, grenzt unmittelbar an das Holzkompetenzzentrum und ist architektonisch ebenso wie dieses ein Teil des Fundermax Werkes II.

## Wirtschaftliche Entwicklung
- Fuhrwerke, Gewerbetreibende, Händler, Siedler und Bauern lebten und wirkten 500 Jahre hindurch in Glandorf, als um 1450 aus Nürnberg zwei miteinander verschwägerte Familien, die Gleismüller und Kaltenhauser kamen und sich als Geschäftsleute in St. Veit an der Glan niederließen. Gleismüller errichtete in Glandorf eine Papiermühle, die erste in Österreich.
- An der Schwelle zum 18. Jahrhundert errichtete ein gewisser Herterich unter Ausnützung der guten Straßenlage in Glandorf eine Bleiweißfabrik. Bald sah er sich genötigt, das Unternehmen für 40.000 Gulden an den Freiherrn Johann Mathias Koller zu verkaufen. 1832 wechselte die Fabrik wieder den Besitzer, indem die Gräfin Katharina Egger, eine geborene Koller, den Betrieb übernahm, und ihn wieder zum Erfolg brachte.
- Eines der größten holzverarbeitenden Unternehmen Österreichs, Funder Industrie GmbH, heute FunderMax und die Glandorfer Betonindustrie sorgen für wirtschaftliche Prosperität.
- In Unterglandorf wurde eine moderne Seniorenresidenz, das AIS Pflegeheim Glandorf, errichtet.
- Das Freizeitzentrum der Stadt St. Veit an der Glan mit Hallenbad, Freibad und Saunalandschaft wurde in den 1970er Jahren von der Stadt St. Veit an der Glan und Herrn Adolf Funder in Glandorf errichtet und von der Stadt in den 1990er Jahren großzügig modernisiert.
- Ein Therapiezentrum mit angeschlossener großer Sauna ist an das Hallenbad der Stadtgemeinde St.Veit/Glan angebaut worden.

(Quelle:)

### Fußball
Auf zwei, später auf drei Plätzen wurde der Fußballsport betrieben: In Oberglandorf oberhalb der Kollerhofstraße, in Unterglandorf beim Gratzer Bachl. Seit die beiden alten Plätze verbaut oder verkauft wurden, spielen die Glandorfer auf einem neuen Platz unterhalb des ehemaligen Verschiebebahnhofes.
Glandorf stellte teilweise einen beträchtlichen Anteil an Jugendspielern der damaligen erfolgreichen St. Veiter Fußballvereine SV St. Veit und SCA St. Veit: Die Oberglandorfer Grazei Brüder und der Altglandorfer Robert Telsnig spielten in den Kampfmannschaften der St. Veiter Vereine. Günther Sternad aus Oberglandorf war Kapitän der ersten Nachwuchsmannschaft des Leistungszentrums Kärnten, das 1978 geschaffen worden war und heute in der Akademie des SK Austria Kärnten fortlebt.

## Kultur und Gesellschaft
In den 70er Jahren des vorigen Jahrhunderts war das Funderhaus der Begegnung mit den unzähligen Veranstaltungen Mittelpunkt des kulturellen und sozialen Lebens Glandorfs und letztendlich auch der gesamten Stadt Sankt Veit an der Glan. Das Funderhaus der Begegnung diente auch als Sitz der verschiedenen Sektionen der Kultursportgemeinschaft Funder (KSG Funder). Heute finden die diversen Veranstaltungen Glandorfs im Fundernovum statt.

### Vereine
- Chorgemeinschaft Funder
- Trachtenkapelle St. Donat-Glandorf
- LC Vitus St.Veit/Glan-Glandorf (Lauf- und Triathlonverein)

### Feuerwehr
Die Betriebsfeuerwehr der Firma FunderMax wurde 1955 gegründet. Unter den Kärntner Firefightern nimmt die Betriebsfeuerwehr der St. Veiter Firma Funder einen besonderen Stellenwert ein. Derzeit sind rund 40 Blauröcke für die Werke 1 und 2 in St. Veit sowie für das Werk 3, das vier Kilometer entfernt in St. Donat liegt, zuständig. Der Aufgabenbereich der Betriebsfeuerwehr hat sich im Laufe der Zeit stark erweitert. War das Team früher im Wesentlichen in der aktiven Brandbekämpfung gefragt, liegen die Hauptaufgaben heute im vorbeugenden Brandschutz. Hauptgrund dafür ist das mit einem amerikanischen Versicherungsunternehmen eingeführte Schutzkonzept. Das bedeutet maximalen technischen Brandschutz in Form von automatischen Löschanlagen − alle Funder-Werke wurden mit automatischen Sprinkleranlagen ausgestattet. Im Bereich des organisatorischen Brandschutzes sorgt ein strenges Heißarbeitenkontrollsystem für Sicherheit. Ständige Weiterbildungskurse sorgen bei den Florianis für das nötige technische Wissen. Alle Funder-Werke haben den Status des so genannten „Highly Protect Risk“ (HPR) erreicht. Mehrmals im Jahr erfolgen durch Spezialisten des amerikanischen Versicherungsunternehmens Begehungen des Werks, um zu gewährleisten, dass dieser hohe Standard aufrechterhalten wird. Die Kontrollaufgaben umfassen die Alarmtests, Feuerlöscher- und Hydrantenkontrollen oder die Überprüfung von Brandschutztüren. Um alle diese Aufgaben zu bewältigen, werden die Mitglieder der Feuerwehr, neben den „klassischen“ Feuerwehraufgaben, auf diese, für das Werk spezifischen Schutzsysteme geschult.

## Brauchtum
- Osterfeuer in der Karsamstagnacht
- Glandorf liegt auf dem Weg der Sörger Teilnehmer des Vierbergelaufs am Vortag des Dreinagelfreitags (zweiter Freitag nach Ostern). Das erste sichere Zeugnis dieser rund 50 km langen Wallfahrt, bei der die Teilnehmer rund 2000 Höhenmeter zu überwinden haben, stammt aus der Zeit um das Jahr 1500. Die Sörger sind eine der zwei großen Traditionsgruppen des Vierbergelaufs.
- Am Unschuldigen Kindertag am 28. Dezember, sieht man Kinder in aller Früh schon durch den Ort ziehen und mit Ruten die Erwachsenen symbolisch schlagen und dabei Gesundheit für das kommende Jahr wünschen. Dafür werden sie mit Süßigkeiten und kleinen Geldbeträgen beschenkt.

## Sehenswürdigkeiten
- Steinerne Brücke in Altglandorf.[4]
- Fundernovum (multifunktioneller Veranstaltungsort im FunderMax Werk II von Günther Domenig)[5]
- FunderMax Werk II (Umbau durch Günther Domenig, 1987)[6]
- Herrenhaus (heute Verwaltungssitz der Firma FunderMax) errichtet um 1806[7]
- Holzkompetenzzentrum (Forschungszentrum für Holz und Holzwerkstoffe), Planung u.Projektteam: spado architects[8]

## Persönlichkeiten
- Sascha Czerninsky – Triathlet und Läufer, Teilnehmer am Ironman Hawaii 2006 und 2007, mehrmalige Teilnahmen am Ironman Austria, Marathonläufer, Unterglandorf
- Ferdinand Eder – Schütze, mehrmaliger österreichischer Meister, Bewerb KK, Klasse Senioren 1, Oberglandorf
- Horst Grazei – (1951–2009), ehemaliger Fußballspieler des SV St.Veit und des SCA St.Veit 2. Division, Österreich, Oberglandorf
- Johann Grazei jun. – ehemaliger Fußballspieler des SV St.Veit 2. Division, Österreich, Oberglandorf
- Siegfried Jaritz – ehemaliger Teilnehmer Alpiner Skiweltcup, Altglandorf
- Gerhard Seebacher – Head of Global Credit Products, Bank of America Merrill Lynch, New York, Oberglandorf
- Ewald Sima – ehemaliger Fußballspieler des SV St.Veit, Unterglandorf
- Robert Telsnig – ehemaliger Fußballspieler des SCA St.Veit, Altglandorf
- Claudia Wernig – ehemalige Teilnehmerin Alpiner Skiweltcup, Altglandorf
- Friedrich Wolte – (1929–2001), Bürgermeister der Stadt Sankt Veit an der Glan von 1966 bis 1989, Oberglandorf